# إيرين كاربليك
إيرين كاربليك (بالإنجليزية: Erin Karpluk)‏ مواليد 17 أكتوبر 1978 في ألبرتا، كندا، هي ممثلة كندية بدأت مسيرتها الفنية عام 2000.

## الأعمال

### أفلام
- سوبرنتشرل
- كلمة إل
- حياة غير متوقعة
- قارئ الأفكار

## وصلات خارجية
- إيرين كاربليك على موقع IMDb (الإنجليزية)
- إيرين كاربليك على موقع ميتاكريتيك (الإنجليزية)
- إيرين كاربليك على موقع روتن توميتوز (الإنجليزية)
- إيرين كاربليك على موقع قاعدة بيانات الأفلام العربية
- إيرين كاربليك على موقع ألو سيني (الفرنسية)
- إيرين كاربليك على موقع تيرنر كلاسيك موفيز (الإنجليزية)
- إيرين كاربليك على موقع أول موفي (الإنجليزية)
- إيرين كاربليك على موقع إن إن دي بي (الإنجليزية)
- إيرين كاربليك على موقع قاعدة بيانات الفيلم (الإنجليزية)
- إيرين كاربليك على موقع كينوبويسك (الروسية)